# Trinux
Trinux es una minidistribución de GNU/Linux en RAM-disk, que puede ser almacenado en disquetes, de uno a tres, los cuales incluyen un disco de arranque y dos de soporte. Otros add-ons pueden agregarse a través del disco rígido, FTP y HTTP. Trinux es comúnmente usado en computadoras como un sistema de emergencia, especialmente para analizar problemas de red. Una ventaja de Trinux es que sus requerimientos del sistema son muy bajos (4 MB RAM y IDE-HDD). Trinux arranca ("boot") desde disquete, USB flash drive y CD.
Trinux no tiene interfaz gráfica y está diseñado para ser usado por un administrador desde la línea de comandos. Las herramientas más importantes de Linux (desde la línea de comandos) están disponibles, como así también varios programas relacionados con la seguridad nmap, puertos de scannrs, herramientas de red, y software de respaldo. Trinux es software libre y está disponible bajo licencia GPL. Trinux fue desarrollado entre 1998 y 2003. El sucesor de Trinux es el Ubuntutrinux.